# Paratebueno (kommun)
Paratebueno är en kommun i Colombia.   Den ligger i departementet Cundinamarca, i den centrala delen av landet, 100 km öster om huvudstaden Bogotá. Antalet invånare är 7 416.